# Atypus quelpartensis
Atypus quelpartensis är en spindelart som beskrevs av Joon Namkung 2002. Atypus quelpartensis ingår i släktet Atypus och familjen pungnätsspindlar. Inga underarter finns listade.